# Підконюший литовський
Підконюший литовський (лат. subagazo, vice-prefectus stabuli) — урядник у Великому князівстві Литовському.

## Історія
Посада відома з початку XVII століття, після того, як уряд конюшого великого литовського став почесним і титулярним. У Короні йому відповідав уряд підконюшого коронного.
До обов'язків підконюшия входив нагляд за великокнязівськими табунами та стайнями; він також керував конюхами. Спочатку підконюший призначався конюшим, пізніше — великим князем.

## Деякі відомі підконюшиї литовські
- Кароль Юзеф Сєдльніцький (1731—1736)